# Hliník nad Hronom
Hliník nad Hronom (bis 1927 slowakisch nur „Hliník“; deutsch selten Hlinick, ungarisch Geletnek) ist eine Gemeinde in der Mittelslowakei.

## Lage
Sie liegt im Grantal am Fuße der Schemnitzer Berge.
Durch die Gemeinde führt die Hauptstraße I/65 zwischen Žarnovica (8 km in südwestliche Richtung) und Žiar nad Hronom/Zvolen (9 km/30 km in östlicher Richtung). Sie hat einen Bahnhof an der Bahnstrecke Nové Zámky–Zvolen.

## Geschichte
Der Ort wurde 1075 erstmals als Gelednuk erwähnt.

## Bevölkerung
| Jahr                | 1994 | 2004    | 2014    | 2024    |
| ------------------- | ---- | ------- | ------- | ------- |
| Anzahl der Personen | 3053 | 2946    | 2915    | 2640    |
| Unterschied         |      | −3,50 % | −1,05 % | −9,43 % |

| Jahr                | 2023 | 2024    |
| ------------------- | ---- | ------- |
| Anzahl der Personen | 2652 | 2640    |
| Unterschied         |      | −0,45 % |

Ergebnisse nach der Volkszählung 2001 (2958 Einwohner):
| Nach Ethnie: - 96,11 % Slowaken - 1,12 % Zigeuner - 0,47 % Tschechen | Nach Religion: - 75,05 % römisch-katholisch - 17,31 % konfessionslos - 5,21 % keine Angabe |

## Sehenswürdigkeiten
- römisch-katholische Kirche St. Martin (1408)
- Burg (16. Jh.)
- Statuen des Hl. Vendel (1778, Barock) und des Hl Florian (1818, Klassizismus)